# Mallotus apelta
Mallotus apelta är en törelväxtart som först beskrevs av João de Loureiro, och fick sitt nu gällande namn av Johannes Müller Argoviensis. Mallotus apelta ingår i släktet Mallotus och familjen törelväxter. Inga underarter finns listade i Catalogue of Life.